# Рентистас
«Ренти́стас» (исп. Club Atlético Rentistas) — уругвайский футбольный клуб из города Монтевидео. Высшее достижение — второе место в чемпионате Уругвая сезона 2020.

## История
Клуб был основан 26 марта 1933 года. «Рентистас» стал первым представителем района Серрито-де-ла-Виктория, который пробился в Высший дивизион Уругвая в 1971 году. В элитном дивизионе клуб пребывал до 1980 года.
После этого команда ещё трижды возвращалась в элиту на несколько лет. В 1988 году «красные» стали чемпионами Второго дивизиона и вернулись в элиту. Несмотря на неудачу по итогам сезона 1992, «Рентистас» сумел разгромить «Насьональ» со счётом 4:0 — это было самое крупное поражение в сезоне для будущего чемпиона страны.
В 1997 году команда вернулась в элиту, а уже на следующий год боролась за попадание в Кубок КОНМЕБОЛ — в Клаусуре «Рентистас» занял второе место и попал в Лигилью за право сыграть в Кубке Либертадорес 1999. Однако лишь победитель («Белья Виста») сумел этого добиться, а третье место дало «Рентистасу» путёвку в Кубок КОНМЕБОЛ 1999.
2 августа 1998 года «Рентистас» открыл новый стадион, Комплехо Рентистас, который выделяется своим расположением: он находится севернее основной черты города Монтевидео, на авениде Педро-де-Мендоса 6580. Вблизи практически нет жилых кварталов, и Комплехо Рентистас фактически расположен между столицей и Лас-Пьедрасом. Первый матч на новой арене завершился со счётом 1:1 — хозяева сыграли вничью с «Ливерпулем» в рамках 1 тура Клаусуры 1998 года.
В 2001 году команда по итогам сезона заняла 16-е место и, с учётом финансовых проблем, вынуждена была сняться с соревнований в Примере.
В 2004 году «Рентистас» вернулся в элиту. В первые годы «красные» выступали довольно уверенно, стабильно финишируя в верхней половине турнирной таблицы. Но по итогам сезона 2006/2007 «Бичерос» всё же вылетели во Второй дивизион, где выступали до 2011 года.
В 2020 году «красные жуки» добились высшего результата в истории клуба, сумев выиграть первый этап чемпионата Уругвая, Апертуру. Из-за пандемии COVID-19 финальная стадия чемпионата прошла уже в марте-апреле 2021 года. «Рентистас» обыграли победителя Клаусуры «Ливерпуль», а в финале уступили в двух матчах «Насьоналю», набравшему в ходе чемпионата наибольшее количество очков. Таким образом, «Рентистас» стали вице-чемпионами Уругвая.

## Достижения
- Вице-чемпион Уругвая (1): 2020
- Чемпион Второго дивизиона Уругвая (4): 1971, 1988, 1996, 2010/11
- Чемпион дивизиона Интермедиа (третий по уровню дивизион) (1): 1966[3]
- Чемпион дивизиона Экстра (четвёртый по уровню дивизион) (3): 1949, 1957, 1963[4]